# مارتین برچ
مارتین برچ (۲۷ دسامبر ۱۹۴۸ –  ۹ آگوست ۲۰۲۰) یک تهیه‌کننده موسیقی و مهندس صدا  بریتانیایی بود. او به دلیل مهندسی و تولید آلبوم‌هایی که عمدتاً توسط گروه‌های راک بریتانیایی از جمله دیپ پرپل ، رینبو ، فلیت‌وود مک ، وایت‌اسنیک ، بلک سبث و آیرون میدن منتشر شدند، شهرت یافت.